# P222
HMS P222 war ein U-Boot der britischen Royal Navy im Zweiten Weltkrieg.

## Geschichte
P222 war ein Boot des dritten Bauloses der erfolgreichen S-Klasse. Dieses Baulos wird auch als Seraph-Klasse bezeichnet.
Das Boot wurde am 10. August 1940 bei Vickers-Armstrongs in Barrow-in-Furness auf Kiel gelegt, lief am 20. September 1941 vom Stapel und wurde von der Royal Navy am 4. März 1942 in Dienst gestellt. Die ursprünglich geplante Turmnummer war P72, wurde aber im Juli 1941 noch vor der Indienststellung in P222 geändert.
Das Haupteinsatzgebiet des Kriegsneubaus lag im Mittelmeer.
Am 27. Juli 1942 brachte P222 unter dem Kommando von LCdr. Alexander James MacKenzie vor Cabo de Palos das vichyfranzösische Handelsschiff Mitidja (3286 BRT) auf. Das französische Schiff wurde geentert und von dem britischen Zerstörer Wrestler nach Gibraltar eskortiert.
P222 verließ am 30. November 1942 seine Basis in Gibraltar. Ziel der Patrouille war das Seegebiet vor Neapel. Die letzte Funknachricht des U-Bootes wurde am 7. Dezember 1942 registriert. Seitdem gibt es keine Informationen über den weiteren Verbleib. P222 und die gesamte Besatzung wurden am 21. Dezember 1942 offiziell als vermisst erklärt.
Die italienische Marine gab an, dass am 12. Dezember 1942 das italienische Torpedoboot Fortunale südöstlich von Capri bei Position 40° 29′ N, 14° 20′ O ein britisches U-Boot mit Wasserbomben versenkt habe. Wahrscheinlich handelte es sich dabei um P222.

## Schiffsname
P222 war das einzige Boot der S-Klasse, das keinen eigenen Namen trug. Winston Churchill forderte zwar im November und Dezember 1942 die Admiralität mehrfach auf, allen U-Booten individuelle Namen zu geben, genauso wie das T-Klasse-Boot P311 ging P222 aber verloren, bevor es offiziell umbenannt werden konnte.